# Kamienica przy ulicy Berka Joselewicza 22 w Krakowie
Kamienica przy ulicy Berka Joselewicza 22 – zabytkowa kamienica znajdująca się w Krakowie, w dzielnicy I, przy ulicy Berka Joselewicza 22 na rogu z ul. Starowiślną 45, na Kazimierzu.
Kamienica została wzniesiona w 1898 roku według projektu architekta Aleksandra Biborskiego. W 1928 roku budynek został nadbudowany o trzecie piętro, zgodnie z projektem Władysława Stupnickiego.
Kamienica została wpisana do gminnej ewidencji zabytków. Znajduje się na obszarze Kazimierza, którego układ urbanistyczny został wpisany 23 marca 1934 do rejestru zabytków.